# 63徑-雷哥公園車站
63徑-雷哥公園車站（英語：63rd Drive–Rego Park station）是紐約地鐵IND皇后林蔭路線的一個慢車地鐵站，位於皇后區雷哥公園63徑及皇后林蔭路交界，設有R線（任何時候停站（深夜除外））、E線（僅深夜停站）、M線（僅平日停站）列車服務。

## 車站結構
| G        | 街道層             | 出入口                                                                                                 |
| M        | 夾層               | 閘機、車站詢問處、MetroCard自動售票機                                                                  |
| P 月台層 | 側式月台，右側開門 | 側式月台，右側開門                                                                                     |
| P 月台層 | 南行               | 平日往百老匯交匯（伍德哈文林蔭路） · 往95街（伍德哈文林蔭路） · 深夜時往世界貿易中心（伍德哈文林蔭路） |
| P 月台層 | 南行快速           | 不停靠                                                                                                 |
| P 月台層 | 北行快速           | 不停靠                                                                                                 |
| P 月台層 | 北行               | （平日） 往森林小丘-71大道（67大道） · 深夜時往牙買加中心（67大道）                                    |
| P 月台層 | 側式月台，右側開門 | |

此站設有一個上層夾層，但全長只有月台的3分之1。夾層在南行側分成三部分，北行則有鐵鏈欄杆。

## 外部連結
- nycsubway.org—IND Queens Boulevard Line: 63rd Drive/Rego Park
- nycsubway.org—The History of the Independent Subway:
- Station Reporter — R Train
- Station Reporter — M Train
- Forgotten NY: Subways and Trains — Rockaway Branch（页面存档备份，存于）
- Forgotten NY: Subways and Trains — Subway Signs to Nowhere（页面存档备份，存于）
- The Subway Nut - 63rd Drive–Rego Park Pictures（页面存档备份，存于）